# Іво Георгієв
Іво Георгієв Георгієв (болг. Иво Георгиев Георгиев, 12 травня 1972, Софія — 13 листопада 2021, Софія) — болгарський футболіст, що грав на позиції нападника.
Виступав, зокрема, за клуби «Дебрецен» та «Корабостроїтел», а також національну збірну Болгарії.

## Клубна кар'єра
У футболі дебютував 1990 року виступами за команду «Дебрецен», в якій провів NHB сезони, взявши участь у 68 матчах чемпіонату.  У складі «Дебрецена» був одним з головних бомбардирів команди, маючи середню результативність на рівні 0,53 гола за гру першості.
Протягом 1993 року захищав кольори клубу «Дорог».
Своєю грою за останню команду привернув увагу представників тренерського штабу клубу «Корабостроїтел», до складу якого приєднався 1994 року. Відіграв за них наступний сезон своєї ігрової кар'єри. Більшість часу, проведеного у складі «Корабостроїтеля», був основним гравцем атакувальної ланки команди. В новому клубі був серед найкращих голеодорів, відзначаючись забитим голом в середньому щонайменше у кожній третій грі чемпіонату.
Протягом сезону 1995—96 забив 21 гол і став №1 у списку бомбардирів. Влітку 1996 року виступав за «Спартак» (Варна) в кубку Інтертото, після чого був проданий в швейцарський «Аарау» за 550 000 доларів.
Згодом з 1995 по 2001 рік грав у складі команд «Аарау», «Спартак» (Варна), «Левскі», «Вальдгоф», «Аарау», «Добруджа» та «Гонвед».
Завершив ігрову кар'єру у команді «Ботев» (Враца), за яку виступав протягом 2002 року.

## Виступи за збірну
1996 року дебютував в офіційних матчах у складі національної збірної Болгарії.
У складі збірної був учасником чемпіонату Європи 1996 року в Англії, але не надбав ігрових хвилин під час чемпіонату.
Загалом протягом кар'єри в національній команді провів у її формі 1 матч, забивши 1 гол.
Помер 13 листопада 2021 року на 50-му році життя у місті Софія від гострої серцево-судинної недостатності.